# Lijst van werken van Leonardo da Vinci
Deze lijst geeft een (vooralsnog incompleet) overzicht van de werken van Leonardo da Vinci.

## Schilderijen

### Gedocumenteerde en toegeschreven werken
| Afbeelding | Titel | Datering                          | Techniek                                  | Afmetingen h × b cm            | Verblijfplaats                              | Opmerkingen                                                                    |
| ---------- | --- | --------------------------------- | ----------------------------------------- | ------------------------------ | ------------------------------------------- | ------------------------------------------------------------------------------ |
|            | Andrea del Verrocchio en Leonardo da Vinci: De doop van Christus                                                     | ca. 1470-1480                     | olieverf en tempera op paneel             | 177 × 151                      | Florence, Uffizi                            |                                                                                |
|            | De annunciatie | ca. 1472-1475                     | olieverf en tempera op paneel             | 98 × 217                       | Florence, Uffizi                            |                                                                                |
|            | Madonna met de anjer                                                                                                 | ca. 1472-1478 (?)                 | olieverf op paneel (populier)             | 62,3 × 48,5                    | München, Alte Pinakothek                    |                                                                                |
|            | Portret van Ginevra de' Benci                                                                                        | ca. 1474-1478                     | olieverf en tempera op paneel (populier)  | 38,8 × 36,7                    | Washington, National Gallery of Art         |                                                                                |
|            | Portret van Ginevra de' Benci (achterzijde)                                                                          | ca. 1474-1478                     | olieverf en tempera op paneel (populier)  | 38,8 × 36,7                    | Washington, National Gallery of Art         |                                                                                |
|            | Madonna Benois | ca. 1478-1482                     | olieverf op paneel (overgebracht op doek) | 49,5 × 31                      | Sint-Petersburg, Hermitage                  |                                                                                |
|            | De boetvaardige Hiëronymus                                                                                           | ca. 1480-1482 (en later?)         | olieverf op paneel                        | 103 × 75                       | Rome, Vaticaanse Pinacotheek                |                                                                                |
|            | De aanbidding door de wijzen                                                                                         | ca. 1481-1482                     | olieverf op paneel                        | 246 × 243                      | Florence, Uffizi                            |                                                                                |
|            | Madonna in de grot of Maria met het Kind, Johannes de Doper en een engel                                             | ca. 1483-1486                     | olieverf op paneel                        | 199 × 122                      | Parijs, Louvre                              |                                                                                |
|            | De dame met de hermelijn (Portret van Cecilia Gallerani)                                                             | ca. 1489-1491                     | olieverf op paneel                        | 54,8 × 40,3                    | Krakau, Princes Czartoryski Foundation      |                                                                                |
|            | Portret van een dame (La Belle Ferronnière)                                                                          | ca. 1495                          | olieverf op paneel                        | 63 × 45                        | Parijs, Louvre                              |                                                                                |
|            | Madonna in de grot of Maria met het Kind, Johannes de Doper en een engel                                             | ca. 1491-1499 en ca. 1506-1508    | olieverf op paneel                        | 189,5 × 120                    | Londen, National Gallery                    |                                                                                |
|            | Het Laatste Avondmaal                                                                                                | ca. 1494-1498                     | tempera en olieverf op pleisterwerk       | 460 × 880                      | Milaan, Santa Maria delle Grazie (refter)   |                                                                                |
|            | Drie lunetten boven Het Laatste Avondmaal: Hertogelijke wapens van de Sforza's in een krans van bladeren en vruchten | ca. 1494-1498                     | tempera en olieverf op pleisterwerk       | breedtes: 225 cm 335 cm 225 cm | Milaan, Santa Maria delle Grazie (refter)   |                                                                                |
|            | Portretten van de hertog en hertogin van Milaan en hun kinderen                                                      | ca. 1494-1498                     | tempera en olieverf op pleisterwerk       |                                | Milaan, Santa Maria delle Grazie (refter)   | De portretten zijn aangebracht op de Kruisiging van Donato Montorfano uit 1495 |
|            | Vlechtwerk van takken met gebladerte en vruchten en monochromieën van wortels en rotsen                              | 1498                              | tempera op pleisterwerk                   |                                | Milaan, Castello Sforzesco, Sala delle Asse | Muur- en gewelfschildering; later overgeschilderd                              |
|            | Mona Lisa of La Gioconda                                                                                             | ca. 1503-1506 en/of ca. 1513-1516 | olieverf op paneel (populier)             | 77 × 53                        | Parijs, Louvre                              |                                                                                |
|            | Slag bij Anghiari | 1504-1506                         |                                           |                                | voorheen Florence, Palazzo Vecchio          | onvoltooide en verloren gegane muurschildering                                 |
|            | Maria met kind en Sint-Anna of Sint-Anna te drieën met het lam                                                       | ca. 1502-1519                     | olieverf op paneel (populier)             | 168,5 × 130                    | Parijs, Louvre                              |                                                                                |
|            | Johannes de Doper | ca. 1508-1513 of ca. 1513-1516    | olieverf op paneel (walnoot)              | 69 × 57                        | Parijs, Louvre                              |                                                                                |

### Problematische en twijfelachtige werken
| Afbeelding | Titel                                         | Datering                   | Techniek                                                              | Afmetingen h × b cm | Verblijfplaats                                                                         | Opmerkingen |
| ---------- | --------------------------------------------- | -------------------------- | --------------------------------------------------------------------- | ------------------- | -------------------------------------------------------------------------------------- | --- |
|            | Tobias en de aartsengel Rafaël                | ca. 1470-1472 (?)          | tempera op paneel (populier)                                          |                     | Londen, National Gallery                                                               | Een schilderij uit het atelier van Andrea del Verrocchio, waaraan Leonardo mogelijk een bijdrage heeft geleverd                                           |
|            | Madonna met de granaatappel (Madonna Dreyfus) | ca. 1470-1472 (?) of later | olieverf op paneel                                                    | 15,7 × 12,8         | Washington, National Gallery of Art                                                    | Ook toegeschreven aan Lorenzo di Credi |
|            | De annunciatie                                | ca. 1478-1480              | tempera op paneel                                                     | 16 × 70             | Parijs, Louvre                                                                         | Paneel van de predella van de Madonna di Piazza voor de kathedraal van Pistoia; vaak toegeschreven aan Lorenzo Credi, eventueel naar ontwerp van Leonardo |
|            | Portret van een musicus                       | ca. 1485                   | olieverf op paneel                                                    | 44,7 × 32           | Milaan, Pinacoteca Ambrosiana                                                          | Onvoltooid; meestal wordt in elk geval het gezicht aan Leonardo toegeschreven                                                                             |
|            | Madonna Litta                                 | ca. 1490                   | olieverf op paneel (overgebracht op doek)                             | 42 × 33             | Sint-Petersburg, Hermitage                                                             | Uitgevoerd door een leerling van Leonardo, mogelijk Giovanni Antonio Boltraffio, waarschijnlijk naar een ontwerp van Leonardo                             |
|            | Madonna met het spinrokken (Lansdowne-versie) | ca. 1500                   | olieverf op paneel (overgebracht op doek en weer op paneel bevestigd) | 50,2 × 34,6         | Privéverzameling (Verenigde Staten)                                                    | In elk geval deels uitgevoerd door ateliermedewerkers |
|            | Madonna met het spinrokken (Buccleuch-versie) | ca. 1500                   | olieverf op paneel (walnoot)                                          | 48,3 cm × 36,9      | Edinburgh, Scottish National Gallery (langdurig bruikleen van de Hertog van Buccleuch) | In elk geval deels uitgevoerd door ateliermedewerkers |
|            | Sint-Anna te drieën met het lam               |                            |                                                                       |                     | voorheen Kaiser-Friedrich Museum, Berlijn (vernietigd)                                 | Door Brescianino naar een karton van Leonardo da Vinci uit ca. 1500                                                                                       |
|            | Leda en haar kinderen (Knielende Leda)        | ca. 1515-1520              | olieverf op paneel                                                    | 128 × 105,5         | Gemäldegalerie Alte Meister, Schloss Wilhelmshöhe, Kassel                              | Door Giampetrino (figuren) en Cesare Bernazano (landschap) naar een ontwerp van Leonardo da Vinci                                                         |
|            | Leda en de zwaan (Staande Leda)               | ca. 1508-1515              |                                                                       | 131 × 77,5          | Florence, Uffizi                                                                       | Door Francesco Melzi (?) naar een ontwerp of verloren gegaan schilderij van Leonardo da Vinci; er bestaan meerdere varianten van verschillende navolgers  |
|            | La Scapigliata of Meisje met loshangend haar  | ca. 1506-1508              | bergbruin, gegroende amber en loodwit op paneel (populier)            | 24,7 × 21           | Parma, Galleria nazionale di Parma                                                     | |
|            | Bacchus                                       | ca. 1510-1515              | olieverf op paneel, overgebracht op doek                              | 177 × 115           | Parijs, Louvre                                                                         | Leonardo en atelier (?); een Johannes de Doper die in de 17e eeuw is veranderd in een Bacchus                                                             |
|            | Salvator Mundi                                | ca. 1500                   | olieverf op paneel (walnoot)                                          | 45,4 × 65,6         | Privéverzameling                                                                       | Toeschrijving betwist; volgens sommige kunsthistorici grotendeels of volledig uitgevoerd door ateliermedewerkers op basis van voorstudies van Leonardo    |

## Tekeningen
| Afbeelding | Titel                                                     | Datering                  | Techniek                                         | Afmetingen h × b cm | Verblijfplaats                   | Opmerkingen |
| ---------- | --------------------------------------------------------- | ------------------------- | ------------------------------------------------ | ------------------- | -------------------------------- | ----------- |
|            | Twee studies voor Madonna met de kat                      | ca. 1480                  | pen en inkt op papier                            | 13 × 9,4            | Londen, British Museum           |             |
|            | De proporties van het menselijk lichaam volgens Vitruvius | ca. 1490                  | pen en inkt op papier                            | 34,4 × 24,5         | Venetië, Gallerie dell'Accademia |             |
|            | Portret van Isabella d'Este                               | ca. 1500                  | zwart krijt, rood krijt en gele pastel op papier | 63 × 46             | Parijs, Louvre                   |             |
|            | Karton van Burlington House                               | ca. 1499-1500 of ca. 1508 | zwart krijt, loodwit en doezelaar op papier      | 141,5 × 104         | Londen, National Gallery         |             |

## Manuscripten
- Codex Arundel
- Codex Ashburnham
- Codex Atlanticus
- Codex Forster
- Parijse Manuscripten
- Codex Leicester
- Codex Madrid
- Codex over de vogelvlucht
- Codex Windsor
- Codex Urbinas - compilatie van de Trattato della Pittura door Francesco Melzi